# Louis-Étienne-Hector Le Peletier d'Aunay
Pour les autres membres de la famille, voir Famille Le Peletier.
Louis-Étienne-Hector Le Peletier, comte d'Aunay (3 octobre 1777 à Aunay - 10 janvier 1851 à Paris), est un homme politique français.

## Biographie
Propriétaire à Cervon, frère de Félix Le Peletier d'Aunay, il est maire du 7e arrondissement de Paris de 1814 à 1818 et est élu, le 3 juillet 1830, par le collège du département de la Nièvre, avec 86 voix sur 152 votants et 166 inscrits.
Il prit part à l’établissement de la monarchie de Louis-Philippe, siégea dans la majorité conservatrice, et obtint le renouvellement de son mandat le 5 juillet 1831, dans le 2e collège de la Nièvre avec 64 voix (117 votants, 165 inscrits), contre 44 au colonel Sautereau.
Le Peletier d’Aunay, qui était désigné habituellement à la Chambre sous le nom de comte Hector d’Aunay, fut encore réélu, le 21 juin 1834, par 80 voix (154 votants, 194 inscrits), contre 71 à M. Buteau. Il opina, comme précédemment, avec le parti du « juste milieu », et quitta la Chambre en 1837.
Il est le père de Honoré-Joseph-Octave Le Peletier d'Aunay.

## Sources
- « Louis-Étienne-Hector Le Peletier d'Aunay », dans Adolphe Robert et Gaston Cougny, Dictionnaire des parlementaires français, Edgar Bourloton, 1889-1891 [détail de l’édition]